# 張星賢
張 星賢（ちょう せいけん、1910年6月2日 - 1989年3月14日）は、台湾出身の陸上競技選手。台湾が日本の統治下に置かれていた時代に、日本の代表として1932年ロサンゼルスオリンピックと1936年ベルリンオリンピックに参加した。

## 人物・来歴
台中庁塗葛堀支庁出身。台中商業学校時代に陸上競技を始める。1929年には台湾の代表として明治神宮体育大会に出場しているが成績は振るわなかった。1930年に台中商業学校を卒業し、台湾総督府鉄道で倉庫管理員をしながら陸上競技を続けていた。同年4月の極東選手権台湾地区予選で三段跳びに優勝したにもかかわらず、東京で行われた本大会への参加は認められなかった。張は後に、このできごとが民族意識を高めたと回想している。1931年に早稲田大学に進学し、早稲田大学競走部に所属した。
1932年のロサンゼルスオリンピックの代表に選出される。このとき、中華民国では同じ陸上競技で劉長春が初のオリンピック代表として参加したが、エントリー・選手村への到着・競技への出場のすべてにおいて張が劉よりも先んじる形となり、「張が中国人で最初のオリンピック参加者である」との主張も見られる。オリンピックでは400m・400mハードルに出場したが、いずれも予選落ちであった。
1933年には関東学生陸上競技対校選手権大会の400mで優勝（50秒0）このほかにも多くの大会で好記録を残した。早稲田大学卒業後、南満洲鉄道に就職。1936年のベルリンオリンピックでは4x400mリレーのメンバーとして出場したが、このときも予選落ちとなった。その後は満鉄本部に勤務し、社の代表として大会への参加を続ける一方、社内スポーツのトレーニングと推進を担当、年に1度テニス・バレーボール・卓球・ラグビーの大会を運営した。陸上以外の競技は専門外だったが、短いトレーニングでテニス・バレーボール・ラグビー・サッカーの試合に出ることができ、万能ともいえるスポーツマンだった。満鉄本部に7年勤務した後、自ら願い出て満鉄の関係会社である華北交通に移り、北京の前門駅での実習を経て北京駅の副駅長に栄転した。その間、華北地区の陸上競技大会に関わり、「北京選手権大会」を扱ったこともあった。
第二次大戦後の1946年5月に台湾に戻り、台中師範学校（現・国立台中教育大学）の教員となる。張はすでに36歳であったがなお現役を続行し、同年10月の第1回台湾省運動大会では三段跳び・十種競技・4x100mリレーに優勝。翌年の第2回大会でも走り幅跳び・三段跳び・100mハードル・400mハードルに出場し、1種目で優勝、3種目に2位という成績を収める。1948年5月、台湾の復帰後初となった全国運動大会（上海）に台湾省代表として参加、個人競技3種目と団体競技3種目に出場し、三段跳びで2位、走り幅跳びで3位となる。これを最後に現役生活を退いた。
1948年8月、台湾省合作金庫に就職し、同社の野球チームの結成にかかわっている。同年、台湾省の陸上競技協会の会長にも就任した。2年後に事務局長に転じ、20年にわたって在職。その間、第2回と3回のアジア競技大会でコーチを務め、楊伝広や紀政らにも指導を行った。また日本のスポーツ界との交流にも尽力した。しかし、オリンピック代表団の指導者を務める機会は訪れず、とりわけ1964年東京オリンピックの選手団に同行できなかったことを残念に思っていたという。1989年、台北で死去。